# Rec (manga)
Rec (レック?) es un manga de Hanamizawa Q-Tarou. La historia narra la historia de una aspirante a seiyū admiradora de Audrey Hepburn y un oficinista del departamento de marketing de una pequeña empresa de publicidad, ambos coincidirán en curiosas circunstancias, a partir de ese momento se desarrollarán sus aventuras. En 2006 el manga fue convertido en una miniserie de anime de nueve capítulos de 12 minutos más un OVA especial de similar duración que complementa la historia.

## Argumento
Todo comienza a la entrada a un cine, donde Matsumaru acaba de ser plantado por Tanaka, la chica con quien tendría una cita; mientras se marcha aparece Aka, una muchacha algo extraña, amante de las películas de Audrey Hepburn y aprendiz de seiyū quien le pide ser su acompañante ya que desea ver la película. Tras salir del cine ven a Tanaka con quien es su novio, por lo que Aka convence a Matsumaru para ir a tomar algo y así levantarle el ánimo. Caminando de regreso a sus casas descubren que viven en el mismo barrio, pero esa noche se produce un incendio en casa de Aka; quedando todo arrasado por las llamas y perdiendo todas sus pertenencias, Matsumaru sale a su encuentro y decide que se quede a vivir en su pequeña casa, esa misma noche, presa de la situación y el ambiente ambos hacen el amor.
A partir de aquí sus vidas dan un cambio total ya que ninguno de los dos antes había tenido algo de éxito en su carrera profesional, sin embargo empiezan a ver la vida de otro modo. Aunque nadie debe descubrir que ambos viven juntos, ya que Matsumaru maneja un proyecto publicitario en su empresa de aperitivos Inoue y la voz de la mascota de dicho anuncio estará a manos de la voz de la seiyū Onda Aka. Pese a tener una primera noche de pasión no son novios, aunque ambos sienten algo profundo por el otro y no pueden demostrarlo abiertamente, saben que está ahí. Trabajarán codo con codo, pero más tarde, Aka seguirá subiendo en su profesión lo que provocará una distancia entre ambos.

## Personajes
- Onda Aka (20 años): Aprendiz de seiyū, de aspecto dinámico y alegre, aparenta ser solo una quinceañera en parte por su físico y en parte por su personalidad. Vivía de forma independiente ya que viajó a la ciudad tras estudiar como seiyu, siendo admitida en una empresa de animación. Originalmente obtenía papeles insignificantes pero tras su contrato para el comercial creado por Matsumaru su carrera despega, para su molestia es en un inicio para papeles ecchi, los cuales le desagradan y no cree ser capaz de interpretar, pero logra llevarlos a cabo gracias a los consejos de Yoshioka y el apoyo de Matsumaru.

- Matsumaru Fumihiko (26 años): Trabaja como publicista en una empresa de comida, al inicio de la serie es aprobada su propuesta de campaña para el producto más popular de la empresa y se muestra interesado en Tanaka, una compañera de trabajo quien lo planta en su primera cita; en estas circunstancias conoce a Aka, quien descubre es su vecina y a quien decide alojar después que perdiera todo en un incendio. Tras esto su vida se vuelve un mar de confusiones ya que mientras Aka se vuelve más y más importante para él, por otro lado lo supera la presión de llevar la campaña que inició y al ver que la carrera de Aka se consolida desarrolla poco a poco un complejo de inferioridad que lo llena de frustración y resentimiento.

- Yoshioka: Mánager de Onda Aka. Una mujer adulta y joven, pero formal, de personalidad seria e inexpresiva, es la encargada de la carrera de Aka y el nexo entre la agencia de animación y la empresa de alimentos. A pesar de mostrarse fría y muy profesional es alguien muy preocupada de Aka, de la misma forma, fue capaz de darse cuenta de la relación entre ella y Matsumaru desde el inicio, por lo que es común que haga comentarios o de consejos sin reconocer explícitamente saber la verdad.

- Tanaka: Trabaja en la sección contabilidad de la compañía de alimentos de Matsumaru. Fue quien lo dejó plantado cuando conoció a Aka ya que prefirió salir con su novio oficial, sin molestarse en avisar de ello a su compañero. Al día siguiente al incendio y después que Aka se mudara con Matsumaru intentaría excusarse con él, pero este directamente le diría que había perdido todo interés por ella, lo que a pesar de todo le molestó oír. En el OVA se muestra que ha roto con su pareja, por lo que busca consuelo en Matsumaru, esto le ocasiona algunas molestias a este y un disgusto a Aka.

- Yoshio Hatakeda: Compañero de trabajo de Matsumaru y su mejor amigo, aunque desconoce la historia real que hay entre él y Aka es capaz de saber cuándo algo molesta a Matsumaru, por lo que siempre intenta ayudarlo o aconsejarlo, si bien esto por lo general se traduce en que acaba llevándolo a beber. Es fan declarado de Aka y en general de cualquier mujer hermosa, especialmente de Yoshioka, a quien apoda "jefa". Al avanzar la historia debe lidiar con parte de la frustración de Matsumaru, ya que al no ser este capaz de generar ideas para continuar el proyecto publicitario, sus jefes utilizan las ideas de Yoshio para continuar la campaña, pero lejos de alejarlo de su amigo, se empeña en ayudarlo a superar sus complejos.

- Onda Ao: La hermana pequeña de Onda Aka que trabaja en la industria del anime como artista. También tiene un flechazo hacia Matsumaru. Ella usa un seudónimo al escribir el "On" en su nombre con un kanji diferente de Aka. Solo aparece en el manga.

- Onda Ai: Es la madre de Aka y Ao.

- Kazushi Kubo: Un popular actor Tokusatsu que protagoniza "El tacto de la tormenta". Está muy interesado en Aka, pero a pesar de esto se lleva bien con Matsumaru, aunque en un principio no es consciente de que Matsumaru y Aka están en una relación. Maki Koiwai, amiga de Aka, siente una atracción a primera vista hacia Kazushi. Tiene 20 años.

## Lista de episodios
Los títulos de los episodios hacen referencia a películas en donde trabajó Audrey Hepburn. 
| #   | Título                                                                                      | Estreno               |
| --- | ------------------------------------------------------------------------------------------- | --------------------- |
| 01  | Vacaciones en Roma (Roman Holiday) Rome no kyujitsu ローマの休日                            | 2 de febrero de 2006  |
| 02  | Sabrina (Sabrina Fair) Uruwashi no Sabrina 麗しのサブリナ                                   | 9 de febrero de 2006  |
| 03  | Sola en la oscuridad (Wait Until Dark) Kuraku naru made matte 暗くなるまで待って            | 16 de febrero de 2006 |
| 04  | Desayuno con diamantes (Breakfast at Tiffany's) Tiffany de choshoku wo ティファニーで朝食を | 23 de febrero de 2006 |
| 05  | Amor En La Tarde/Arianne (Love in the Afternoon) Hiru sagari no joji 昼下がりの情事         | 2 de marzo de 2006    |
| 06  | La calumnia (The Children's Hour) Uwasa no Futari 噂の二人                                  | 9 de marzo de 2006    |
| 07  | Guerra y paz (War and Peace) Sensou to Heiwa 戦争と平和                                     | 16 de marzo de 2006   |
| 08  | Mi Bella Dama (My Fair Lady) Mai . fea . redei マイ・フェア・レディ                         | 23 de marzo de 2006   |
| 09  | Dos en la carretera (Two for the Road) Itsumo Futari de いつも二人で                        | 30 de marzo de 2006   |
| OVA | Los que no perdonan (The Unforgiven) Yurusarezaru mono 許されざる者                         | marzo de 2006         |